# SAVIEM
La Société anonyme de véhicules industriels et d'équipements mécaniques, ou SAVIEM, était un constructeur de poids lourds créé le 23 décembre 1955 par la fusion de la société Latil, des poids lourds Renault et de la Somua, sous la marque Saviem LRS (LRS pour Latil-Renault-Somua) puis Saviem.
Avant cette date, il existait en France officiellement douze marques de poids lourds avec une production de 18 000 véhicules par an.
Le 21 avril 1980, tout comme Berliet, Saviem voit son nom disparaître des modèles au profit de la marque commune RVI - Renault Véhicules Industriels.

## Histoire

### Histoire générale

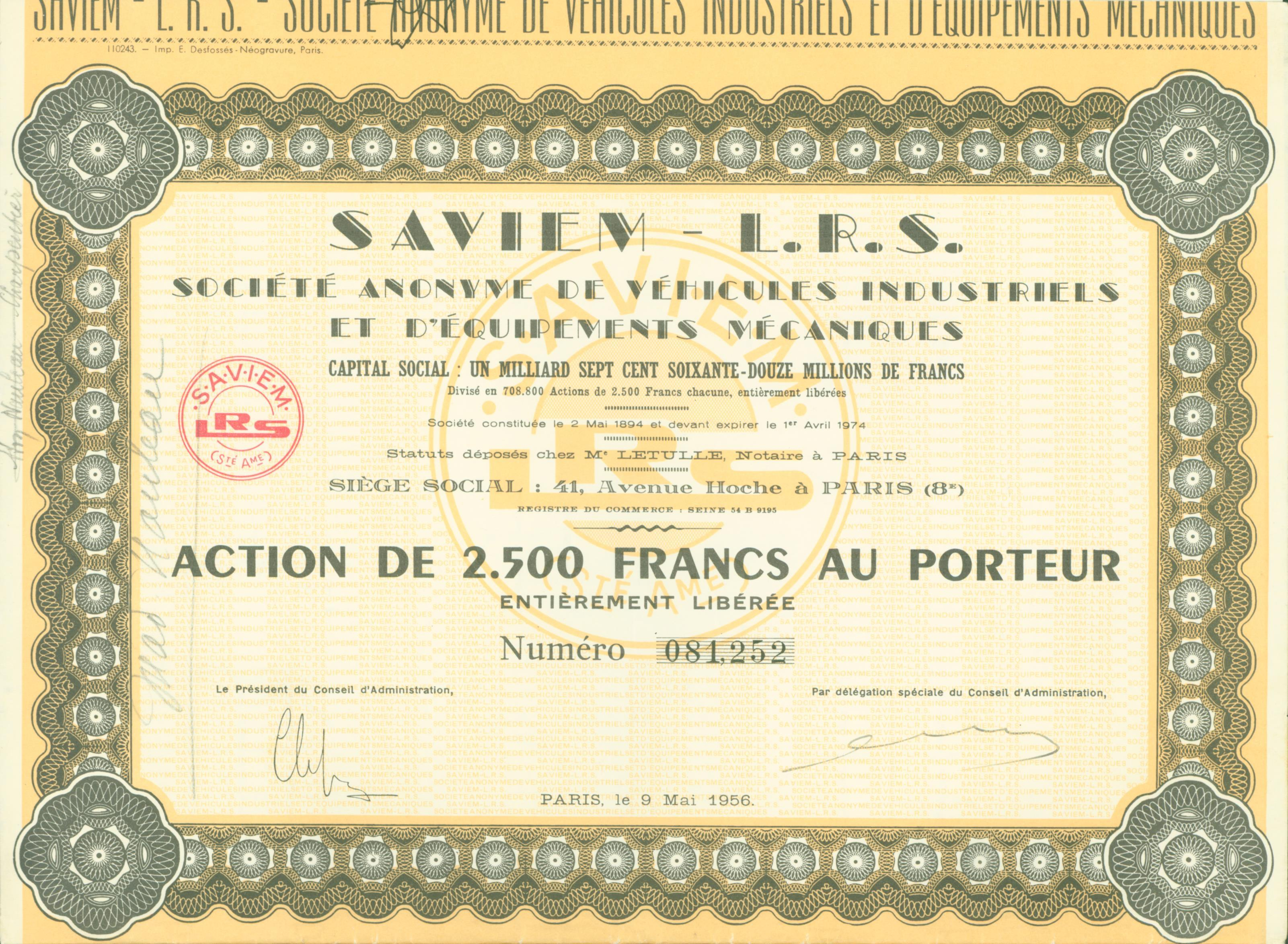
Action du Saviem-LRS en date du 9 mai 1956.

Le résultat de la fusion entraînait une gamme complexe avec des modèles de camions très différents. Une rationalisation allait être nécessaire pour simplifier l'ensemble de la gamme.
Pour les modèles 1957, le Renault « fainéant » dont la fabrication est transférée à l'usine Saviem de Blainville-sur-Orne (actuelle usine Renault Trucks de Blainville) est le premier camion à prendre la marque Saviem seule. Deux modèles existent : le Mondragon de 15,5 t de poids total en charge (PTC) avec une charge utile de 5 t et le Tancarville de 15,8 t de PTC avec une charge utile de 7 t.
Pour 1959, le Saviem-LRS JL 19 de 9 t de PTC lancé en 1955 devient le Saviem JL20 en recevant un nouvel avant avec quatre projecteurs tandis que la direction assistée pneumatiquement apparaît. Les JL21 de 11 t, JL23 de 13 t et JL25 de 15 t de PTC complètent la gamme. L'autocar Saviem ZR20 succède au car R4190.
En avril 1959, Saviem absorbe les cars Chausson (trois sites de fabrication). En mai, la marque Latil disparaît. En 1961, le constructeur d'autocars Floirat situé à Annonay est racheté.

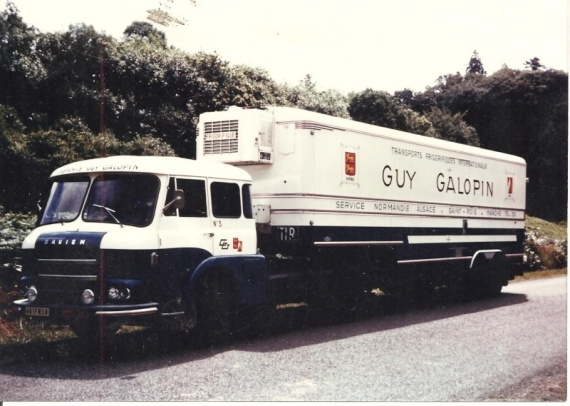
Saviem JL20 1963

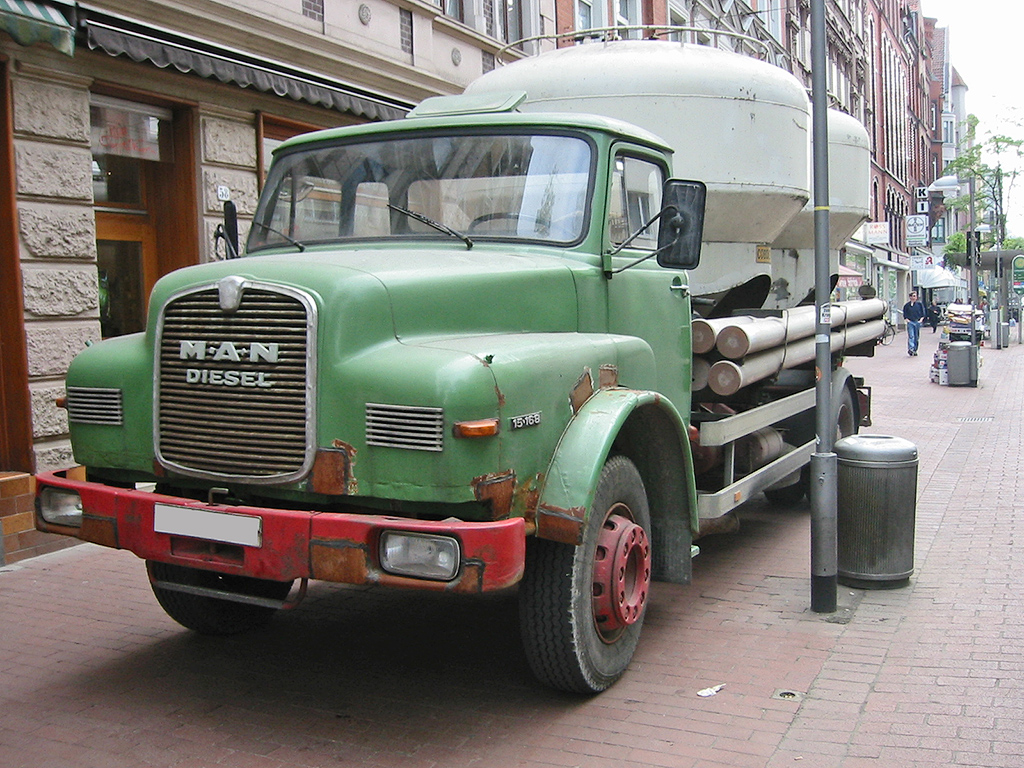
Le Saviem H32 dans sa version MAN d'origine.

En 1961, une usine de moteur diesel est inaugurée sur le site de l'ancienne manufacture d'armement de Limoges située au Palais-sur-Vienne appelé localement l'Arsenal. Ces moteurs sont nommés « Fulgur » en configuration quatre et six cylindres de 4,6 et 6,8 L. Aussi, Saviem signe un accord commercial d'association avec Henschel pour distribuer les camions allemands en France mais cette entente prendra fin deux ans plus tard.
Pour 1961, le JL adopte le moteur Fulgur et une calandre avec deux barres chromées.
En 1963, Saviem achète la licence MAN du procédé d'injection directe.
Au Salon de Paris, la marque lance la cabine 710 sur la nouvelle gamme moyenne S.
Le S5 (5,5 t de charge utile) possède un moteur à essence de quatre cylindres. Il existe une version tracteur routier S5T pour remorque de 16,5 t de charge utile avec un moteur diesel quatre cylindres Renault 591 de 3 L ou un six cylindres Perkins de 5,8 L.

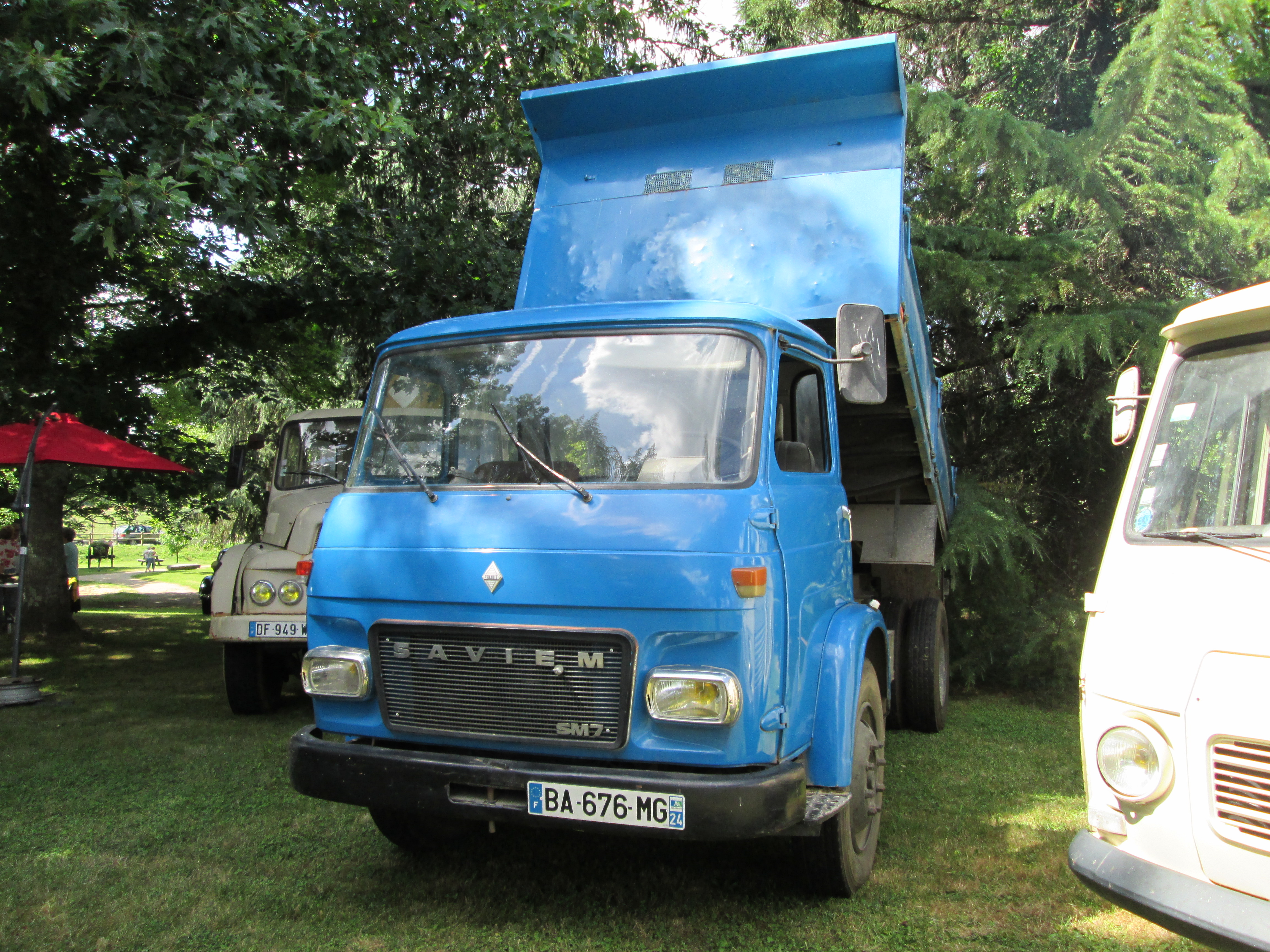
SAVIEM SM7 benne

Le S7 (comme 7 t de charge utile) est équipé du moteur diesel six cylindres Perkins G-354 à injection directe de 5,8 L et de 126 ch à 2 800 tr/min, d'une transmission manuelle à cinq rapports avec commande au volant et de freins à air comprimé.
À partir de mars 1964, des moteurs MAN équipent la nouvelle gamme haute JM (« M » pour MAN). Elle conserve la cabine du JL, de type 830 pour les courtes distances ou de type 840 avec une ou deux couchettes pour les longues distances.
Le porteur de 19 t de PTC JM200 (qui remplace le JL20) est équipé du moteur diesel six cylindres MAN 2146 HM3F de 9,66 L et de 210 ch à 2 100 tr/min, d'une boîte à 2 × 5 vitesses et de freins à air comprimé. Il y a deux choix de cabine. Il existe un tracteur JM200T pour semi-remorque de 35 t de PTR.
En juillet, le S8 (8 t de charge utile), avec le même moteur et la même boîte de vitesses que le S7, complète la gamme moyenne avec des choix d'empattements de 3 à 4,5 m. Il existe un tracteur S8T de 19 t de poids total roulant (PTR).
Au Salon de Paris, le porteur de 19 t de PTC JM170, possède un moteur diesel six cylindres MAN 836 HM8 de 7,03 L et de 165 ch à 2 500 tr/min, une boîte à six vitesses et des freins à air comprimé. Le système de blocage du différentiel est en option. Il y a deux choix de cabine et il existe un tracteur JM170T de 35 t de PTR.
En 1965, Saviem introduit le porteur de 12,7 t de PTC JM240, avec la cabine type 840, un moteur diesel six cylindres MAN 2146 HM4F de 9,66 L poussé à 235 ch à 2 200 tr/min, une boîte à 2 × 5 vitesses et des freins à air comprimé. Il existe un tracteur JM240T de 35 t de PTR.
À côté des JM, les JL continuent :
Le porteur de 14,8 t de PTC S9 (nouvelle appellation pour l'ex-JL25) conserve le moteur diesel six cylindres Fulgur (type F646) de 6,84 L et de 150 ch à 2 500 tr/min, avec une boîte à six vitesses et des freins à air comprimé. Le système de blocage du différentiel est en option. Le S9 existe avec des empattements de 3 à 4,6 m et en tracteur S9T de 25 t de PTR
Le JL29A, avec deux choix de cabines type 830 ou 840, est un porteur de 17,5 t de PTC avec le même moteur diesel et la même boîte de vitesses que le S9.
Toujours en 1965, la marque rachète le constructeur d'engins de travaux publics Richard frères - Continental. En septembre, l'autobus standard SC10 est lancé.
En 1967, les constructeurs MAN et Avia coopèrent avec Saviem.
Saviem signe un accord commercial avec MAN pour disposer des moteurs allemands et de la cabine arrière du futur Saviem H32. En retour, MAN vend sous sa marque la petite gamme SG, la gamme moyenne SM et la gamme haute « Europe » fabriquées par Saviem. La mise en application se fera pour 1969.
L'accord avec Avia prévoit la fabrication sous licence de la petite gamme SG à Prague en Tchécoslovaquie et une commercialisation à travers tous les pays de l'ex-union soviétique sous la marque Avia.

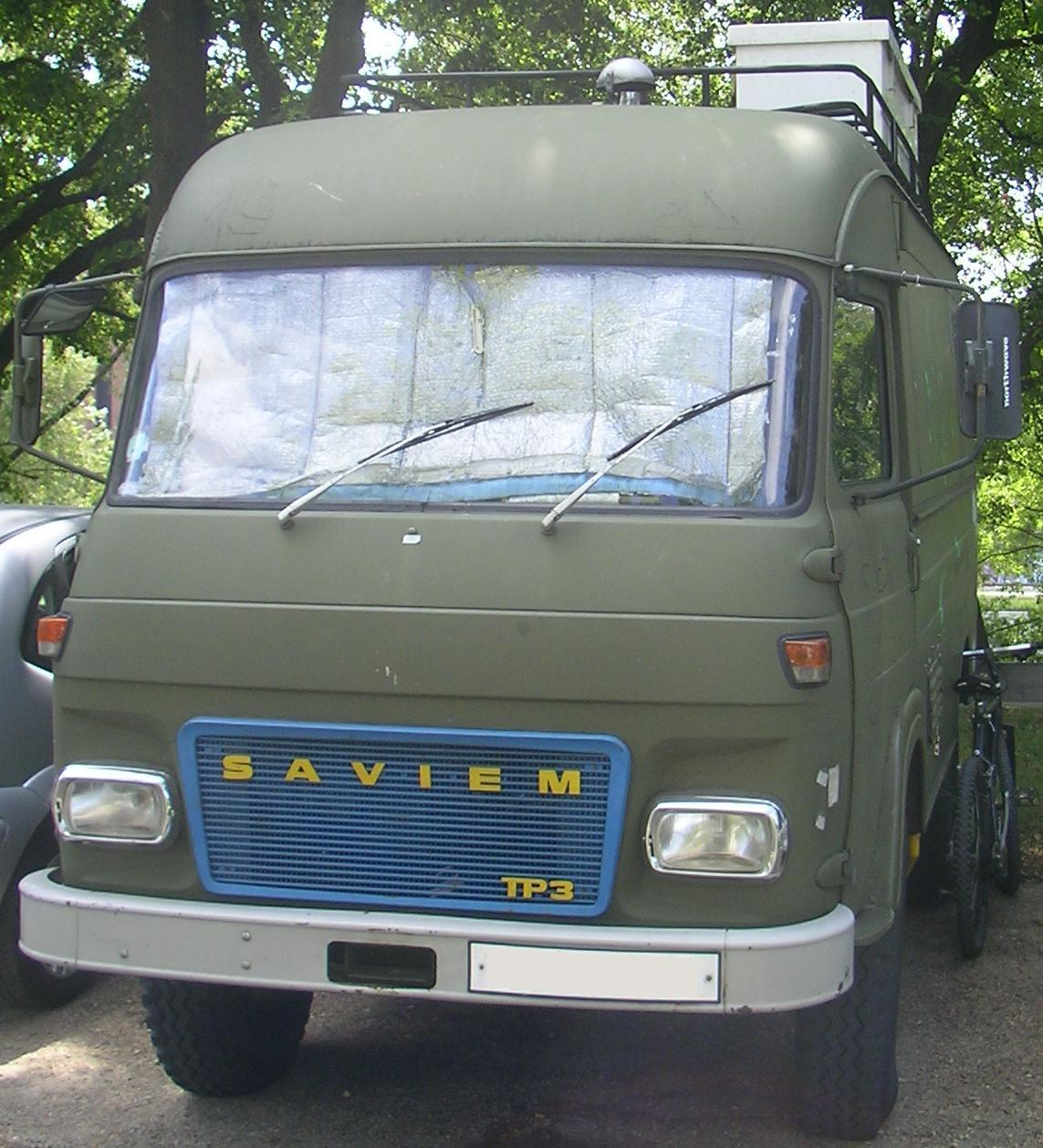
Cabine 812 sur un fourgon 4x4 de l'armée française Saviem TP3.

En septembre, la cabine 710 de la gamme moyenne devient basculante et s'appelle 812. Elle se distingue grâce aux projecteurs rectangulaires.
Les SM5 (8,7 t de PTC), SM6 (9 t de PTC), SM7 (10,95 t de PTC) et SM8 (12,3 t de PTC et 19 à 21,5 t de PTR en tracteur avec remorque) de la gamme moyenne possèdent un moteur diesel six cylindres 597 (sauf SM5) de 5,27 L et de 135 ch à 2 900 tr/min, une transmission manuelle à cinq rapports et des freins à air comprimé (SM7 et SM8). Les empattements sont de 3 ; 3,5 ; 4 ; 4,5 et 5,3 m.
En mars 1968, la marque lance la cabine « Europe » (type 860) sur la nouvelle gamme haute.
La gamme « Europe » se compose des SM10, SM12, SM170, SM200, SM240 et SM280 V8. Le modèle SM240 est le plus vendu.

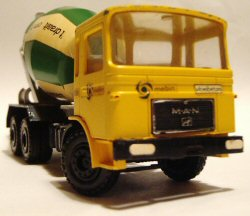
La cabine « Europe » (jouet).

Le porteur de 15,99 t de PTC SM10 est équipé  d'un moteur diesel six cylindres MAN 0846 HM-N84 de 7,258 L et de 170 ch à 2 500 tr/min, d'une transmission type 330 à six rapports avec le levier de vitesses monté sur la colonne de direction, de freins à air comprimé et d'un système de blocage du différentiel en option (version chantier).
Le porteur de 19 t de PTC SM170 possède le même moteur que le SM10 poussé à 180 ch à 2 500 tr/min avec une transmission à six rapports et des freins à air comprimé.
Le tracteur de 35 t de PTR SM240 dispose d'un moteur diesel six cylindres MAN 2156 HM-N6, de 10,35 L et de 235 ch à 2 200 tr/min, d'une boîte à 2 × 6 vitesses et de freins à air comprimé. Il existe un porteur SM240 de 19 t de PTC.
En octobre, le tracteur SM280 de 35 à 38 t de PTR, avec la cabine en version de jour ou en option avec deux couchettes, bénéficie d'un moteur diesel V8 MAN 2658 M4 de 14,96 L et de 250 à 304 ch. La boîte de vitesses type 342 est à 2 × 5 rapports. Les freins sont à air comprimé. Il existe un porteur SM280 de 19 t de PTC En 1973, un turbocompresseur est adapté sur le SM280 TU de 285 ch qui évoluera en PS30 de même puissance.
En mai 1969, l'autocar E7 à moteur arrière est lancé.

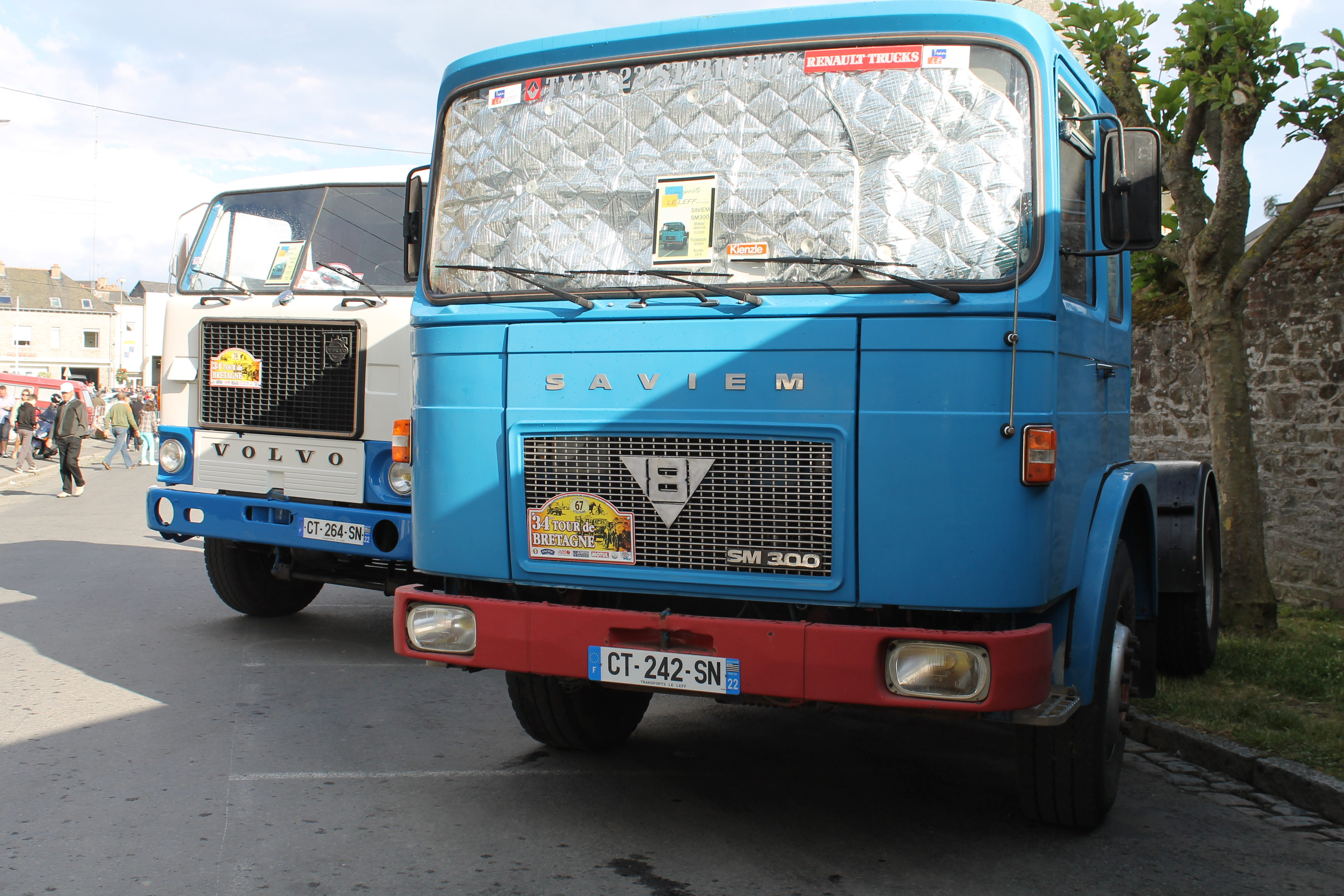
Saviem SM 300 V8

En 1970, le tracteur de 38 t de PTR SM300 (gamme « Europe ») possède un moteur diesel V8 MAN 2658 M42 de 14,96 L et de 300 ch à 2 200 tr/min, une transmission manuelle type 350 à 2 × 5 rapports, des freins à air comprimé et une configuration 6x4 avec un système de blocage du différentiel. Il existe un porteur SM300 de 26 t de PTC.
En 1971, Le tracteur de 38 t de PTR SM260 (gamme « Europe ») est équipé d'un moteur diesel six cylindres MAN 2356 HM5D de 10,689 L et de 256 ch à 2 200 tr/min, d'une transmission type 343 à 2 × 5 rapports et de freins à air comprimé. Il existe un porteur SM260 de 19 t de PTC.

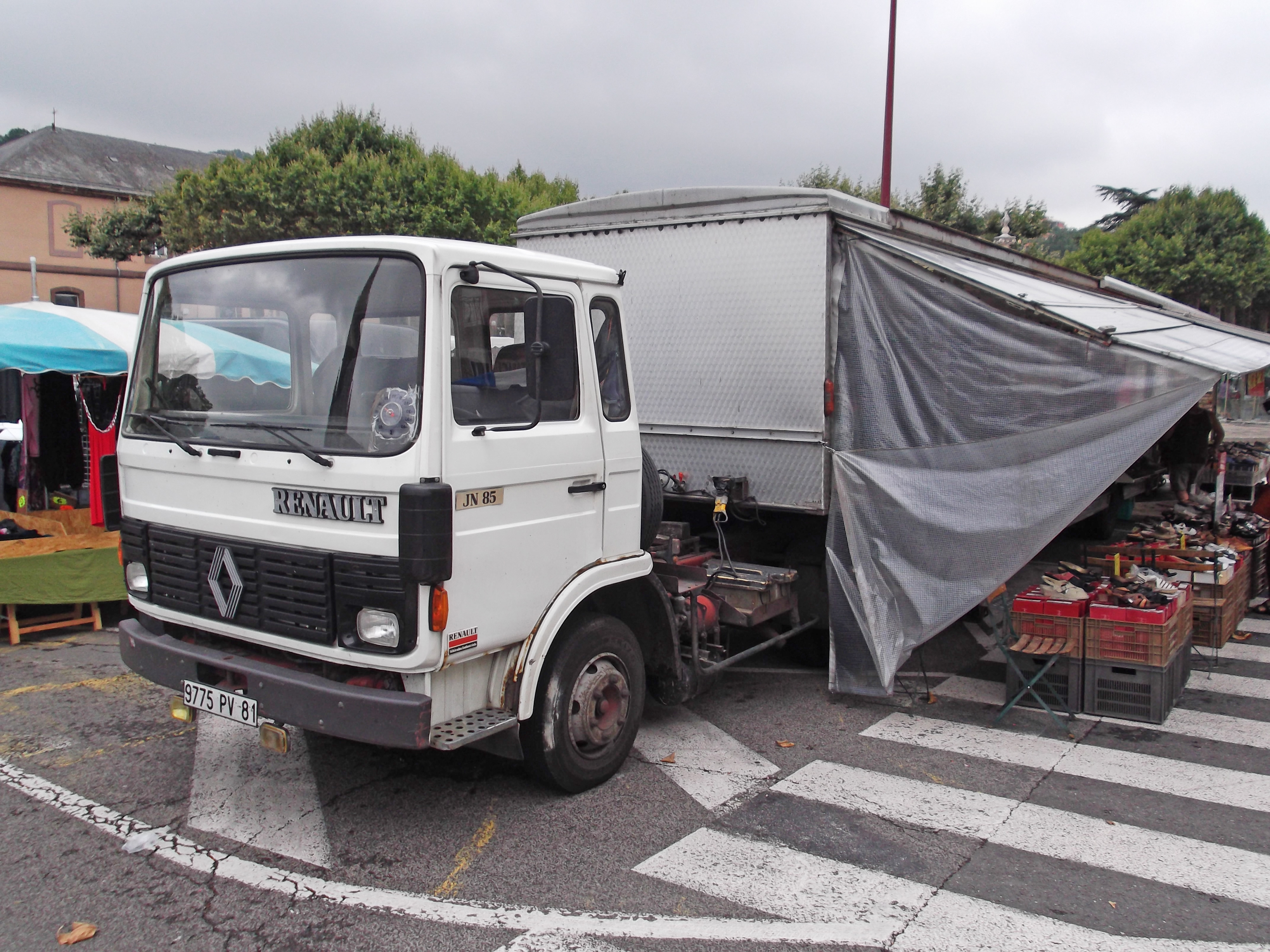
Série J équipée de la cabine « Club des Quatre »

En 1972, les constructeurs DAF, Magirus-Deutz, Saviem et Volvo s'entendent pour produire en commun une cabine basculante commune afin de réduire les coûts de développement de leur gamme moyenne (DAF F700, F900, F1100, Magirus-Deutz à moteur KHD, Saviem J et Volvo F4/F6). La cabine 870 du « Club des Quatre » apparaît en janvier 1975 chez Saviem sur la Série J. Ensuite, la cabine sera aussi montée sur les camions Berliet de la gamme B.
En 1974, Saviem s'engage aux côtés de Fiat et Alfa Romeo pour créer la société Sofim (Società franco-italiana di motori SpA) qui verra le jour le 13 septembre 1974. Sofim assurera la conception et la production de nouveaux moteurs diesel rapides de 2,5 L de cylindrée, qui équiperont nombre d'automobiles dont la Renault Safrane et véhicules industriels comme l'Iveco Daily et Renault Master. Saviem, intégré dans R.V.I., revendra rapidement sa participation minoritaire et sera un simple client, privilégié, de Sofim qui sera intégré dans Fiat Powertrain Technologies après le rachat d'Alfa Romeo par Fiat en 1986.
En 1975, Saviem intègre le constructeur Sinpar.

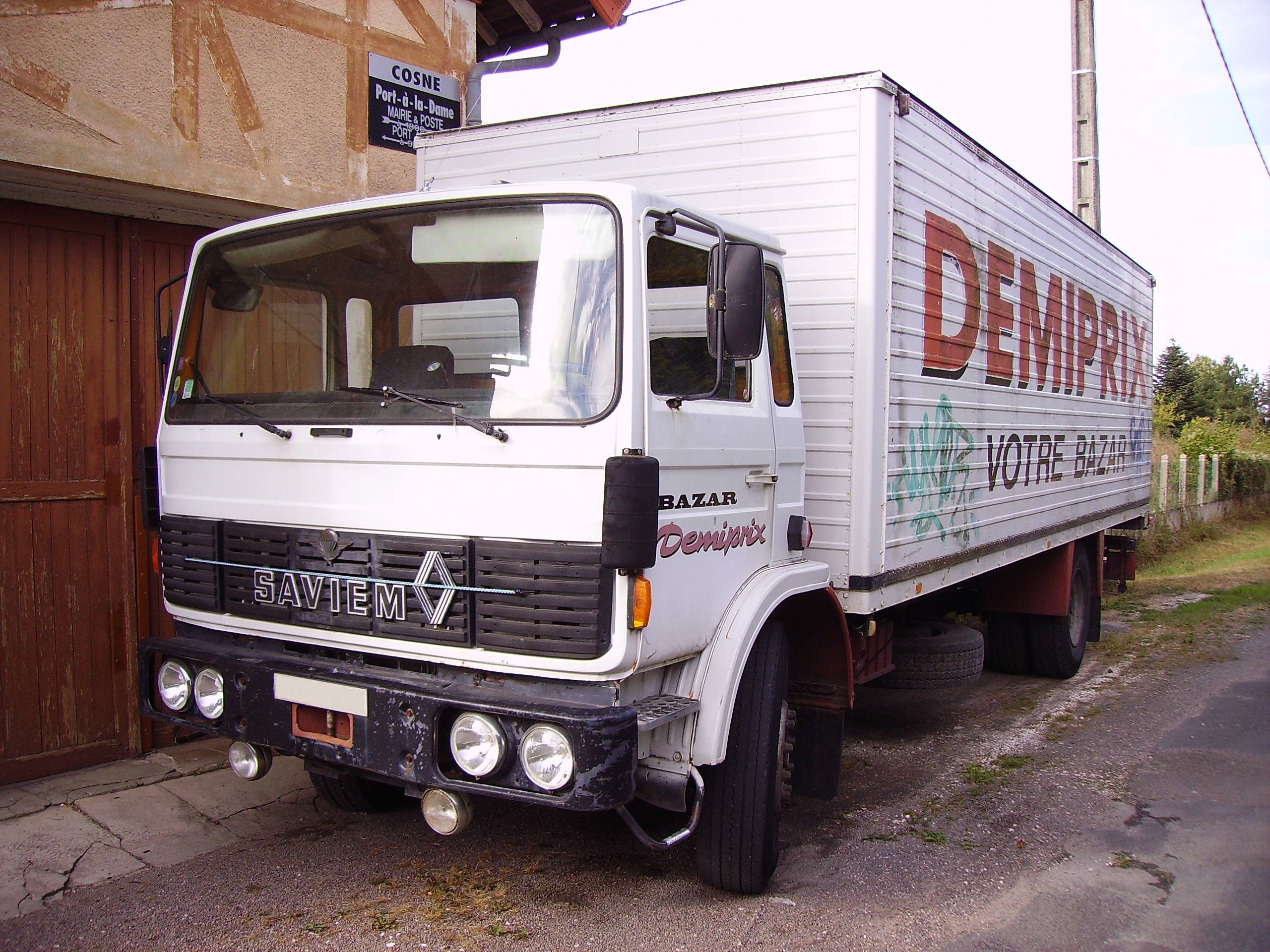
SAVIEM H cabine Club des Quatre (1977).

En 1977, la marque introduit la série H moyenne haute. Les modèles HB possèdent un moteur six cylindres diesel Berliet MID 06.20.30 de 8,82 L et 185 ch à 2 400 tr/min, des transmissions à six et dix rapports, des freins à air comprimé, des empattements de 3,91 à 6,39 m et un système de blocage du différentiel en option. La cabine large 875 dérive du type 870.
Il existe un HB15 (15 t de charge utile), un HB17 (17 t de charge utile), un HB19 (19 t de charge utile), un HB26 porteur-remorqueur de 15 t de poids total autorisé en charge (PTAC) ou de 26 t de poids total roulant autorisé (PTRA) et un HL38 porteur-remorqueur de 19 t de PTAC ou de 38 t de PTRA.
Le camion tactique Saviem SM8 4x4 est lancé. Jusqu'à 1985, 16 160 exemplaires sont commandés par l'armée française.
En 1978, Renault réorganise le nouveau groupe constitué des marques Berliet et Saviem pour créer l'unique constructeur français de poids-lourds, Renault Véhicules Industriels, la branche « poids lourds » du groupe Renault.

### Histoire de la division autobus

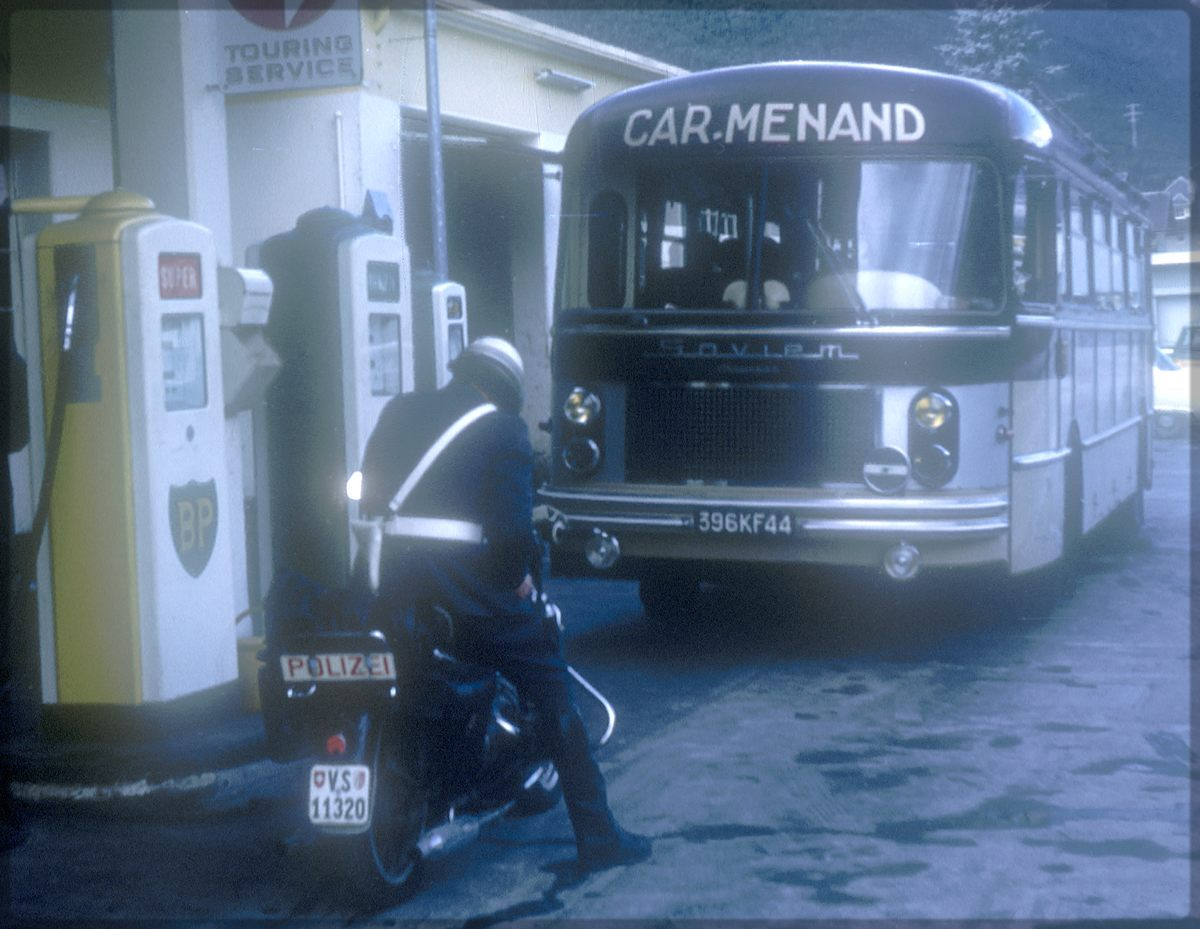
SAVIEM SC1.

En 1955, lors de la fusion de la division poids lourds de Renault avec les petits constructeurs de camions Floirat, Latil et Somua, la division autobus prend également le nom de SAVIEM LRS (LRS pour Latil-Renault-Somua), filiale de la Régie Renault.
En 1949, Renault lançait le R4190, un véhicule à moteur couché six cylindres horizontaux, placé derrière l'essieu des roues avant. Très reconnaissable avec ses deux phares ronds superposés, son pare-brise en deux parties avec un énorme montant central, il est construit sur un châssis à structure autoportante.

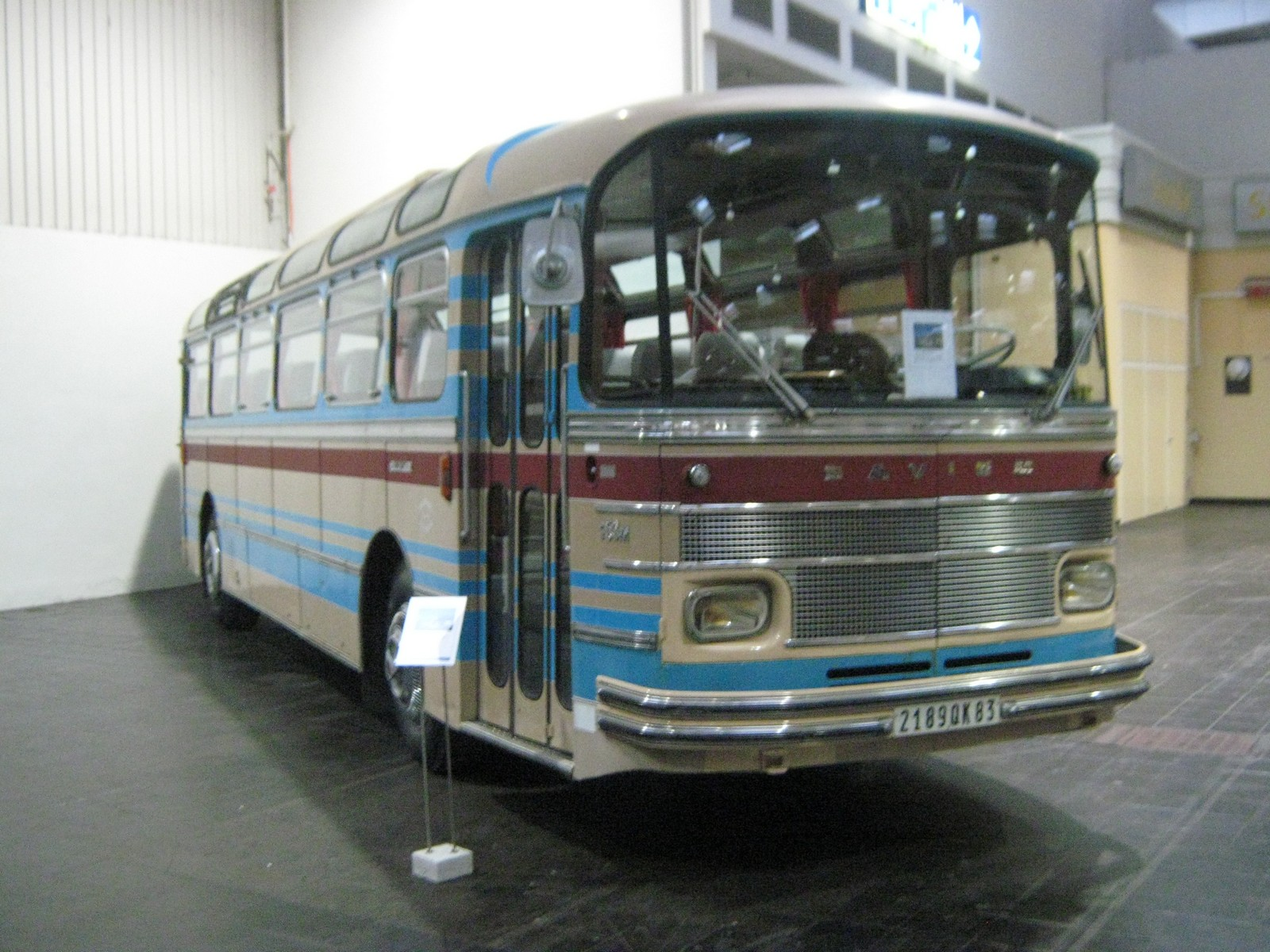
Autocar Saviem S45 (1964).

Après la formation de SAVIEM LRS, le R4190 aura de nombreux descendants directs. présenté en 1958, le ZR20 est un véhicule d'origine Latil, avec un pare-brise galbé en deux parties. Le SC1 qui lui succède en 1960 est motorisé par un bloc Fulgur et équipé d’une suspension Aérostable, en fait un modèle ZR20 de luxe. La version urbaine à trois portes latérales sera baptisée SC2.
En 1959, SAVIEM LRS intègre son grand concurrent Chausson et le nom est simplifié en simplement Saviem.

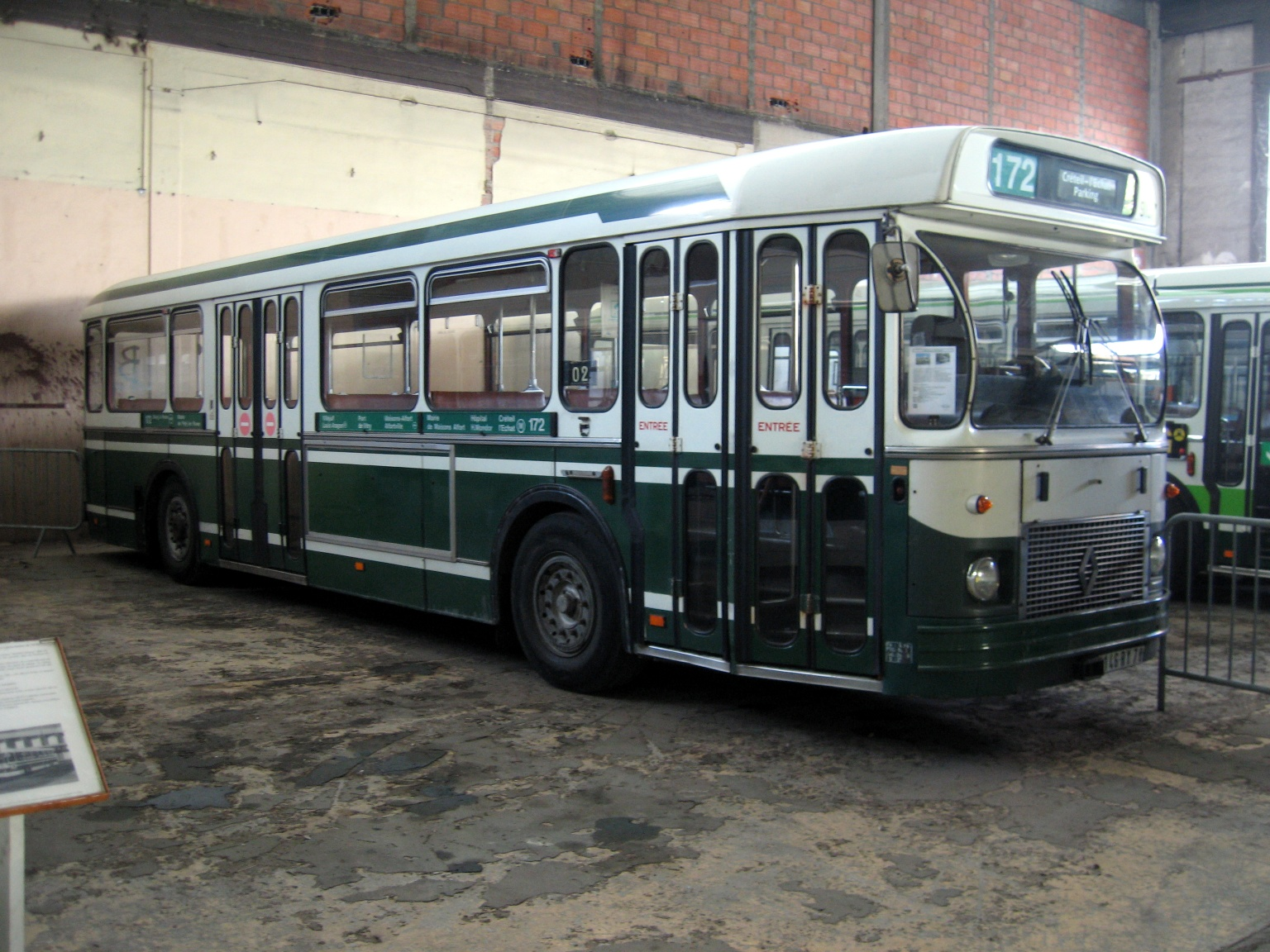
Saviem SC10.

En 1960, arrive la seconde génération du SC1. En 1964, Saviem lance un modèle à la ligne de la face avant un peu plus moderne et anguleuse, le S45 qui sera renommé Renault S45 en 1978 et qui restera en production jusqu'en 1993. Le véhicule repose toujours sur l'ancien SC1, ultime évolution du vieil autocar Renault R4190, décliné également en version 53 places S53 et autobus urbain S105. Il est disponible avec deux moteurs, un français essence développant 150 ch et un diesel acheté à l’allemand MAN développant 165 ch. Aucun moteur diesel compatible n'étant disponible chez Renault.
Conscient que les modèles commercialisés sur le marché hexagonal ne peuvent pas être exportés à cause d'un style dépassé par rapport à la concurrence étrangère, Saviem demande à des carrossiers spécialistes étrangers de créer des caisses et habitacles plus modernes. C'est ainsi qu'en France on a pu voir des modèles Saviem S45 avec des carrosseries signées Jonckheere, Orlandi, ou Gandlof.

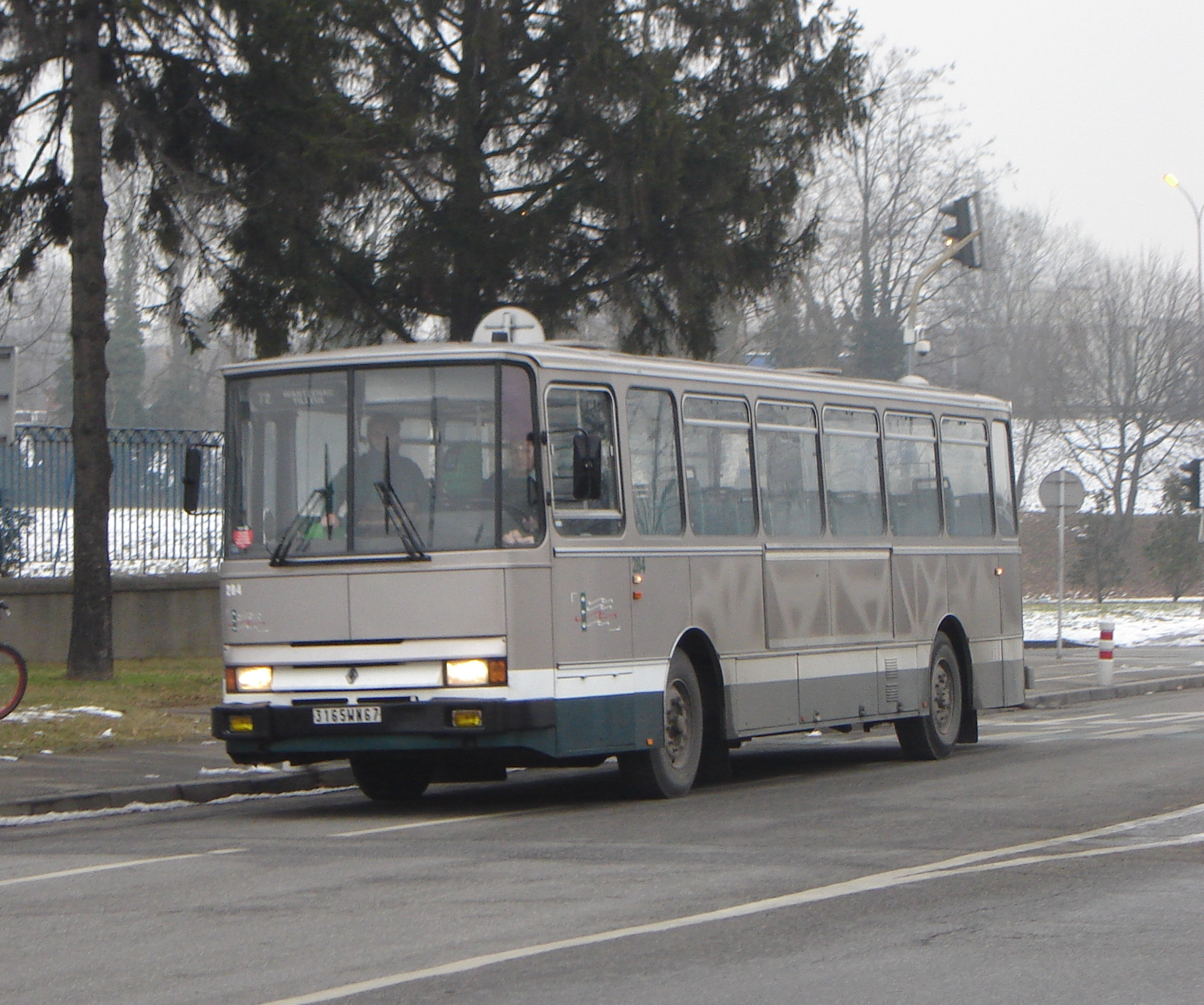
Autocar Renault S45 (1988).

Au cours des années, le S45, très utilisé pour le transport scolaire, va lentement évoluer. En juillet 1987, il bénéficie d'une dernière retouche esthétique et sera retiré du catalogue en 1993, enfin remplacé par le Renault Tracer, après 44 ans. Son architecture datant de 1949, malgré quelques rares évolutions, en a fait la réputation d'un véhicule robuste, mais très rudimentaire.
En 1965, l'intégration de la carrosserie Chausson, donnera naissance au Saviem SC10, où SC signifie « Saviem-Chausson ». Le modèle restera en production jusqu'en 1989, avec le SC10.R. L’objectif de ce modèle était de proposer un modèle standardisé en grande série pour abaisser les coûts de fabrication. Dessiné par le désigner Giovanni Klaus Koenig, techniquement, le SC10 voit enfin son plancher s’abaisser pour faciliter l'accès à bord en évitant de multiplier les marches, mais restera encore à 60 cm du sol. Le premier prototype est livré à la RATP en 1961 mais sa présentation officielle n'intervient qu'en juin 1963 et le premier exemplaire sort des chaînes en mai 1965. Il est propulsé par un moteur diesel MAN, six cylindres en ligne développant seulement 150 ch. Le SC10 sera produit à près de 1 500 exemplaires en cinq ans. À l'automne 1981, Renault présente le SC10.R, qui n'est qu'un simple restyling avec une face avant plus ronde qui lui permet de « tenir » jusqu’en 1989. Cette « nouvelle » face avant ne réussit pas à masquer l’âge très avancé du véhicule, que ce soit techniquement ou esthétiquement. En 24 ans, le SC10 aura été produit à 11 004 exemplaires.
La gamme des autobus Saviem restera quasiment inchangée jusqu'au transfert de Saviem à Renault Véhicules Industriels en 1978 qui poursuivra la production de ces modèles sous son nom le 24 avril 1980.

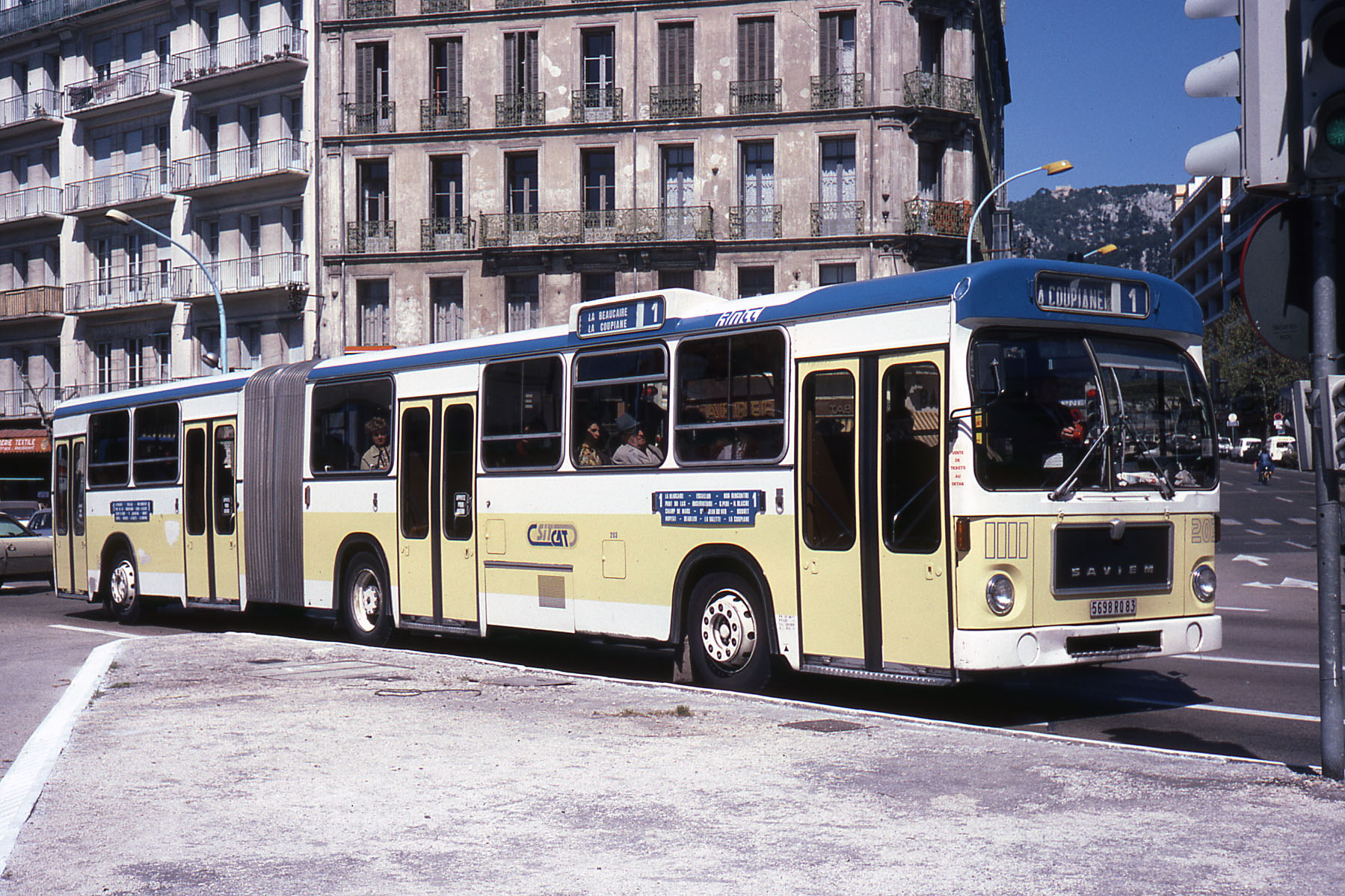
Un autobus SG 220 fabriqué par M.A.N. vendu sous la marque Saviem, ici à Toulon.

## Production

### Autobus
| Modèle  | Production | Remarques |
| ------- | ---------- | --- |
| UI 20   | 1958-1959  | Isobloc 655 DHU produit par Saviem à la suite du rachat de la firme.                                                                                        |
| SC2     | 1960-1964  | Le modèle SC2 est l'évolution du ZR.20. |
| SC4     | 1959-1964  | Appellation commerciale du Chausson AP à la suite de la fusion des deux compagnies avec SC3 modèle autocar (ex. : AP522) et SC4 modèle autobus (ex. : APV). |
| SC5/SC6 | 1961-1970  | Lancé et commercialisé sous la marque Saviem. |
| SC10    | 1965-1989  | Lancé et commercialisé sous la marque Saviem et renommé Renault en 1980.                                                                                    |
| SG.220  | 1978-1983  | Lancé et commercialisé sous la marque Saviem c'est un MAN SG 220.                                                                                           |

### Autocars
| Modèle       | Production | Remarques |
| ------------ | ---------- | --- |
| R.4192       | 1955-1957  | Renault R4190 sous la marque Saviem à partir de 1955. |
| ZR.20        | 1958-1960  | Simple évolution du R.4192. |
| SC1          | 1960-1964  | Le modèle SC1 est l'évolution du ZR.20. |
| SC3          |            | Appellation commerciale du Chausson AP à la suite de la fusion des deux compagnies avec SC3 modèle autocar (ex. : AP522) et SC4 modèle autobus (ex. : APV). |
| S.45 et S.53 | 1964-1993  | Lancés sous la marque Saviem, renommés Renault en 1980. |
| E.7          | 1969-1983  | Lancé sous la marque Saviem, devient Renault E.7 en 1980.                                                                                                   |

### Camions
- Fainéant, Mondragon, Tancarville et TP10 Tancarville
- Série H
- Série J
- Série JL
- Série JM (1 & 2)
- PS
- PX
- SD5 et SD8 FAR
- SG1, SG2, SG3 et SB2
- SG4 et SG5
- Série S/SM
- SM8 4x4
- Série SM Europe
- Série SMH
- TP3 (4x4)
- TP6, TP7 et TP8 Sinpar